# 風に吹かれて (森高千里の曲)
「風に吹かれて」（かぜにふかれて）は、1993年10月11日に森高千里が発表した楽曲、および20枚目のシングル。CDコードはWPDL-4365。

## 概要
- 1993年5月に所属事務所アップフロントグループとワーナーミュージック・ジャパン（以下WMJ）が共同出資[1]して設立したレコード会社であるワン・アップ・ミュージック（現：アップフロントワークス）移籍第1弾のシングルではあるが、この作品に限り規格品番は販売元のWMJのもの（WPDL-）が採番されてある。[2]
- 「風に吹かれて」の歌詞は大分県の湯布院の街並みがモチーフとなっている。
- カップリングの「九州育ち」はアルバム未収録楽曲、森高が九州出身であることが歌詞のモチーフとなっている。
- 『STEP BY STEP』『DO THE BEST』にも収録されている。また、森高のシングルとしては初となるタイトル曲のカラオケがついている。
- 本作で初めてオリコン1位獲得をした。

## 収録曲
両楽曲とも、作詞：森高千里、作曲・編曲：斉藤英夫
1. 風に吹かれて
  - 全日空「ラ・九州」キャンペーンソング
2. 九州育ち
3. 風に吹かれて（オリジナル・カラオケ）

## 演奏

### 風に吹かれて
- 森高千里　ドラムス
- 斉藤英夫　ベース、シンセサイザー、タンバリン

### 九州育ち
- 森高千里　ドラムス
- 斉藤英夫　ベース、ギター、シンセサイザー、タンバリン、コーラス
- 斉藤英夫・松尾弘良・高橋諭一・高橋淳　アコースティックギター